# Neal Mohan
Neal Mohan (nascido em 1973 ou 1974) é um executivo de negócios indiano-estadunidense, atual CEO do YouTube e sucessor de Susan Wojcicki desde 16 de fevereiro de 2023. Antes de se juntar ao YouTube, Mohan trabalhou na Google por vários anos e teve um papel importante para o desenvolvimento dos produtos de publicidade da empresa, incluindo o AdWords e o DoubleClick.